# Trippie Redd
 (août 2020).
Pour les articles homonymes, voir Redd.
Trippie Redd, de son vrai nom Michael Lamar White II, né le 18 juin 1999 à Canton, dans l'État de l'Ohio, aux États-Unis, est un rappeur et auteur-compositeur-interprète américain.
Il se fait mondialement connaître en 2017 avec le succès des titres Love Scars, Poles1469 (certifiés disque d’or par la RIAA) et Dark Knight Dummo (72e place du classement Billboard Hot 100). Son premier album, intitulé Life's a Trip, sort le 10 août 2018 et fait ses débuts à la quatrième place du classement Billboard 200, avec 72 000 unités copies écoulées. Trippie Redd bat son record du Billboard 200 en novembre 2019 avec la mixtape A Love Letter to you 4, faisant ses débuts à la première place avec 103 000 copies écoulées.

## Biographie
Trippie Redd naît le 18 juin 1999 de parents d'ascendances irlandaise, afro-américaine et amérindienne. À sa naissance, sa mère quitte son père, incarcéré, et élèvera seule White et ses frères et sœurs. Peu de temps après sa naissance, ils emménagent à Columbus, la capitale de l'Ohio. C'est dans cette ville qu'il commence à s’intéresser à la musique, lorsque sa mère lui faisait écouter des morceaux de Tupac, Ashanti, Beyoncé et Nas. Dans sa jeunesse, il écoute de nombreux rappeurs, parmi eux T-Pain, Gucci Mane et Lil Wayne mais aussi des rockeurs tels que Kiss et Marilyn Manson, natif de la même ville.
En 2014, son grand frère rappeur « Dirty Redd » de son vrai nom « Oomp » meurt dans un accident de voiture. C'est à la suite de cet évènement tragique que Big 14 choisira son nom de scène « Trippie Redd » en hommage. Après avoir obtenu son diplôme, encouragé par son cousin Famous Dex, il déménage à Atlanta où il rencontre Lil Wop et Kodie Shane.
Il commence sa carrière en 2016 et connaît une ascension fulgurante en publiant la mixtape A Love Letter To You en 2017 qui atteindra la 64e place au Billboard Hot 200. À cela s’ajoute son morceau Dark Knight Dummo en featuring avec Travis Scott, qui connaîtra un grand succès et fait partie de ses chansons les plus célèbres, ainsi que le featuring Fuck Love avec le rappeur XXXTentacion, qui est présent sur son premier album 17 et qui sera, jusqu'en décembre 2021, le morceau le plus écouté de tous les temps sur la platforme de streaming SoundCloud. Le 10 août 2018, Trippie sort son premier album intitulé Life's a trip. On peut y compter les apparitions de Young Thug, Travis Scott, Diplo, et Reese LaFlare. Sa production fut assurée par OZ, Murda Beatz, Honorable C.N.O.T.E. (en), Avedon, Diplo, Scott Storch, Wheezy, Boaz van de Beatz et We Are the Stars, entre autres. Le 9 novembre 2018, Trippie sort A Love Letter To You 3 après avec rompu avec Aylek$. Certains morceaux lui sont dédiés comme Can’t love ou encore Toxic Waste. On peut retrouver NBA YoungBoy, Juice WRLD, Tory Lanez, son amie de longue date Kodie Shane et quelques autres artistes. En janvier 2019 , le rappeur se met en couple avec la rappeuse Coi Leray et le 9 août 2019 Trippie publie son deuxième album studio intitulé =Trippie Redd (en). On y compte[style à revoir] les apparitions de The Game, Lil Baby, Lil Duke et Coi Leray. Après la sortie de son album, Trippie et Coi Leray se séparent.
Le 22 novembre 2019, il sort A Love Letter To You 4, un album de 21 titres dédié à Coi Leray (d'où le morceau Leray). Dans cet album, on[style à revoir] retrouve Lil Mosey, Juice WRLD, YNW Melly, Tory Lanez, DaBaby, Lil Yachty, Pi'erre Bourne, ou encore le français Youv Dee. La version deluxe intègre des compositions avec Chance the Rapper, Russ, Young Thug, ou encore Lil Tecca. L’album est un succès : il réalise 125,9 millions d'écoutes lors de sa première semaine.
En 2020, il sort Pegasus, son 3e album studio, qui ne sera pas très bien reçu du public, notamment à cause de sa longueur (26 titres), malgré la présence en featuring de PARTYNEXTDOOR, Chris Brown, Future, Young Thug, Swae Lee, Lil Wayne ou encore Busta Rhymes. Cet album sera rapidement suivi d'une version deluxe nommée Pegasus : Neon Shark vs. Pegasus Presented By Travis Barker, qui ajoutera 14 titres rock comme Trippie avait toujours souhaité le faire, ayant été fortement influencé par Slipknot, Kiss ou Marilyn Manson.
En 2021, la sortie du morceau Miss the Rage, teasé quelques mois plus tôt sur le réseau social Instagram, en collaboration avec Playboi Carti, remet Trippie Redd sur le devant de la scène en devenant viral sur les réseaux sociaux[source secondaire souhaitée]. Ce son expérimental sera le titre majeur de son album Trip At Knight, sorti en août 2021. Contenant des featurings avec Drake, SoFaygo, Lil Uzi Vert, Juice WRLD, Ski Mask The Slump God, Polo G et XXXTentacion, l'album est inspiré de l'imagerie vidéoludique et mélange trap, rock et hyperpop.

## Discographie

### Album studio
- 2018 : Life's a Trip
- 2019 : !
- 2020 : Pegasus
- 2021 : Neon Shark vs Pegasus (Pegasus Deluxe)
- 2021 : Trip At Knight
- 2023 : Mansion Musik

### Mixtapes
- 2017 : A Love Letter to You
- 2017 : A Love Letter to You 2
- 2018 : A Love Letter to You 3
- 2019 : A Love Letter to You 4
- 2020 : A Love Letter to You 4 (Deluxe)
- 2023 : A Love Letter to You 5

### EP
- 2016 : Awakening my InnerBeast
- 2016 : Beast Mode
- 2016 : Rock the World, Trippie
- 2017 : White Room Project
- 2017 : Angels and Demons (feat. Lil Wop)
- 2020 : Spooky Sounds
- 2023 : Saint Michael
- 2023 : Saint Michael V2

### Singles
- 2017 : Poles1469 (feat. 6ix9ine)
- 2017 : Romeo & Juliet
- 2017 : Love Scars
- 2017 : 1400Gang / Qs et Ps
- 2017 : Bust Down
- 2017 : Never Ever Land
- 2017 : Dark Knight Dummo (feat. Travis Scott)
- 2017 : TR666 (feat. Swae Lee)
- 2018 : I Kill People (feat. Chief Keef et Tadoe)
- 2018 : Me Likey
- 2018 : Topanga
- 2018 : What's My Name ?
- 2019 : Under Enemy Arms
- 2019 : Mac 10 (feat. Lil Baby et Lil duke)
- 2019 : Love Me More
- 2019 : Death (feat. DaBaby)
- 2019 : Who Needs Love
- 2020 : YELL OH (feat. Young Thug)
- 2020 : The Way (feat. Russ)
- 2020 : Excitement (feat. PartyNextDoor)
- 2020 : Dreamer
- 2020 : I Got You (feat. Busta Rhymes)
- 2020 : Sleepy Hollow
- 2020 : Weeeeee
- 2021 : Miss the Rage (feat. Playboi Carti)
- 2021 : Holy Smokes (feat Lil Uzi Vert)
- 2022 : Big 14 (feat. Moneybagg Yo, Offset)
- 2022 : First Draft
- 2022 : Ain’t Safe (feat. Don Toliver)
- 2023 : Took My Breath Away
- 2023 : Last Days
- 2023 : Left 4 Dead
- 2024 : LWRW
- 2024 : Bando Kid
- 2024 : LGLG
- 2024 : Murderman (feat. LAZER DIM 700, VonOff1700)

### Collaborations
- 2016 : D.R.A.M. feat. Trippie Redd - Ill Nana
- 2017 : Kris Wu, Rich Brian, Joji et Baauer - 18
- 2017 : XXXTentacion feat. Trippie Redd - Fuck Love
- 2017 : Chris Brown  feat. Trippie redd - ‘’Yoppa’’
- 2018 : Lil Yachty feat. Trippie Redd - 66
- 2018 : Sunny2point0 feat. Trippie Redd - Man Down
- 2018 : Rich the Kid feat. Trippie Redd - Early Morning Trappin
- 2018 : Alison Wonderland feat. Trippie Redd - High
- 2018 : Diplo feat. Trippie Redd - Wish
- 2018 : Lil Keed feat. Trippie Redd - Red Hot
- 2018 : Julia Michaels feat. Trippie Redd - Jump
- 2018 : XXXTentacion feat. Ski Mask The Slump God, Quavo and Trippie Redd - Ghost Busters
- 2018 : YoungBoy Never Broke Again feat. Trippie Redd - Murda
- 2018 : Kodie Shane feat. Trippie Redd - Love and drugs
- 2018 : Smokepurpp feat. Trippie Redd - Crash
- 2018 : Joji feat. Trippie Redd - R.I.P.
- 2018 : Chris King feat. Trippie Redd - Evil Kunevil
- 2018 : Tory Lanez feat. Trippie Redd - FeRRis WhEEl
- 2018 : JuiceWRLD feat. Trippie Redd - 1400/999 freestyle
- 2019 : Machine Gun Kelly feat. Trippie Redd - Candy
- 2019 : Chris King feat. Trippie Redd - SPEEDRACiNG!
- 2019 : Chris King feat. Trippie Redd - Stuck in my ways
- 2019 : iann dior feat. Trippie Redd - Gone girl
- 2019 : Wiz Khalifa feat. Trippie Redd, Preme - Alright
- 2019 : XXXTentacion feat. Trippie Redd, PnB Rock - bad vibes forever
- 2019 : Lil Mosey feat. Trippie Redd - Never Scared
- 2020 : Kodie Shane feat. Trippie Redd - NO RAP KAP
- 2020 : Aylek$ feat. Trippie Redd, Lil Yachty - Lights out
- 2020 : KSI feat. Trippie Redd - Wake Up Call
- 2020 : Chris King feat. Trippie Redd - Keep it 1400
- 2020 : JuiceWRLD feat. Trippie Redd - Tell Me U Luv Me
- 2020 : Blac Chyna feat. Trippie Redd - Cash Only
- 2020 : 4B feat. Trippie Redd - Going Nowhere
- 2020 : Internet Money feat. StaysolidRocky, Trippie Redd - Block
- 2020 : Internet Money feat. Diplo, Juice WRLD, Trippie Redd - Blastoff
- 2020 : IV4 feat. Trippie Redd - Swimming
- 2020 : Dax feat. Trippie Redd - i don't want another story
- 2020 : Kid Cudi feat. Trippie Redd - Rockstar Knights
- 2021 : Gnar  feat. Trippie Redd - Missiles
- 2021 : Oliver Tree feat. Trippie Redd & Ski Mask The Slump God - Life Goes On
- 2023 : Tory Lanez feat. Trippie Redd & Yoko Gold - Hurts Me